# 인천석남서초등학교 축구부
인천석남서초등학교(Incheon Seoknamseo Football Club)은 대한민국 인천광역시 서구에 있는 축구 선수단이다. 인천석남서초등학교가 운영하는 U-12 축구 선수단이며, 1988년에 창단되었다.  현재는 클럽팀으로 전환하여 활동중이다. 

## 참고 문헌
- “KFA 통합경기정보 시스템”. 대한축구협회.

## 같이 보기
- 인천석남서초등학교